# Cösitz
Cösitz ist ein Stadtteil von Zörbig in Sachsen-Anhalt im Landkreis Anhalt-Bitterfeld mit etwa 220 Einwohnern.

## Geografie
Cösitz befindet sich am Nordrand der Fuhneaue. Die Stadt Dessau-Roßlau liegt etwas mehr als 20 Kilometer nordöstlich, der Ballungsraum Bitterfeld-Wolfen 15 Kilometer östlich, die Großstadt Halle (Saale) etwas mehr als 15 Kilometer südwestlich und die Kreisstadt Köthen (Anhalt) etwas über 10 Kilometer nordwestlich vom Ort. Cösitz und sein heutiger Ortsteil Priesdorf gehörten – im Gegensatz zu Zörbig – historisch immer zu Anhalt.

## Geschichte
An der Stelle des heutigen Cösitz wurde um 750 eine sorbische Wallburg errichtet. Die erste urkundliche Erwähnung der Burg stammt aus dem Jahr 839 unter dem Namen Kesigesburch, als Sachsen diese eroberten. Die Anlage bestand danach bis ins 10. Jahrhundert und wurde in den Jahren 1972–76 archäologisch untersucht. 1370 war der Ort Stammsitz der Adelsfamilie von Kositz, die Familie blieb bis Mitte des 16. Jahrhunderts Eigentümer des Gutes. Danach ging es an die Herren von dem Bussche-Lohe über, die es bis 1945 besaßen. Mitte des 19. Jahrhunderts legten sie um die Burg einen englischen Landschaftspark an. Am 16. Mai 1935 wurde die Freiwillige Feuerwehr Cösitz gegründet.

### Eingemeindung
Cösitz und Priesdorf gehörten bis 2004 zum Landkreis Köthen. 1. Januar 2005 wurde Cösitz mit Priesdorf über die Kreisgrenze hinweg nach Zörbig eingemeindet und gehörte bis zur Bildung des Landkreises Anhalt-Bitterfeld zum Landkreis Bitterfeld.

## Sehenswürdigkeiten
Der Cösitzer Teich entstand um 1936 durch Einsinken des Geländes durch den Untertageabbau von Braunkohle.

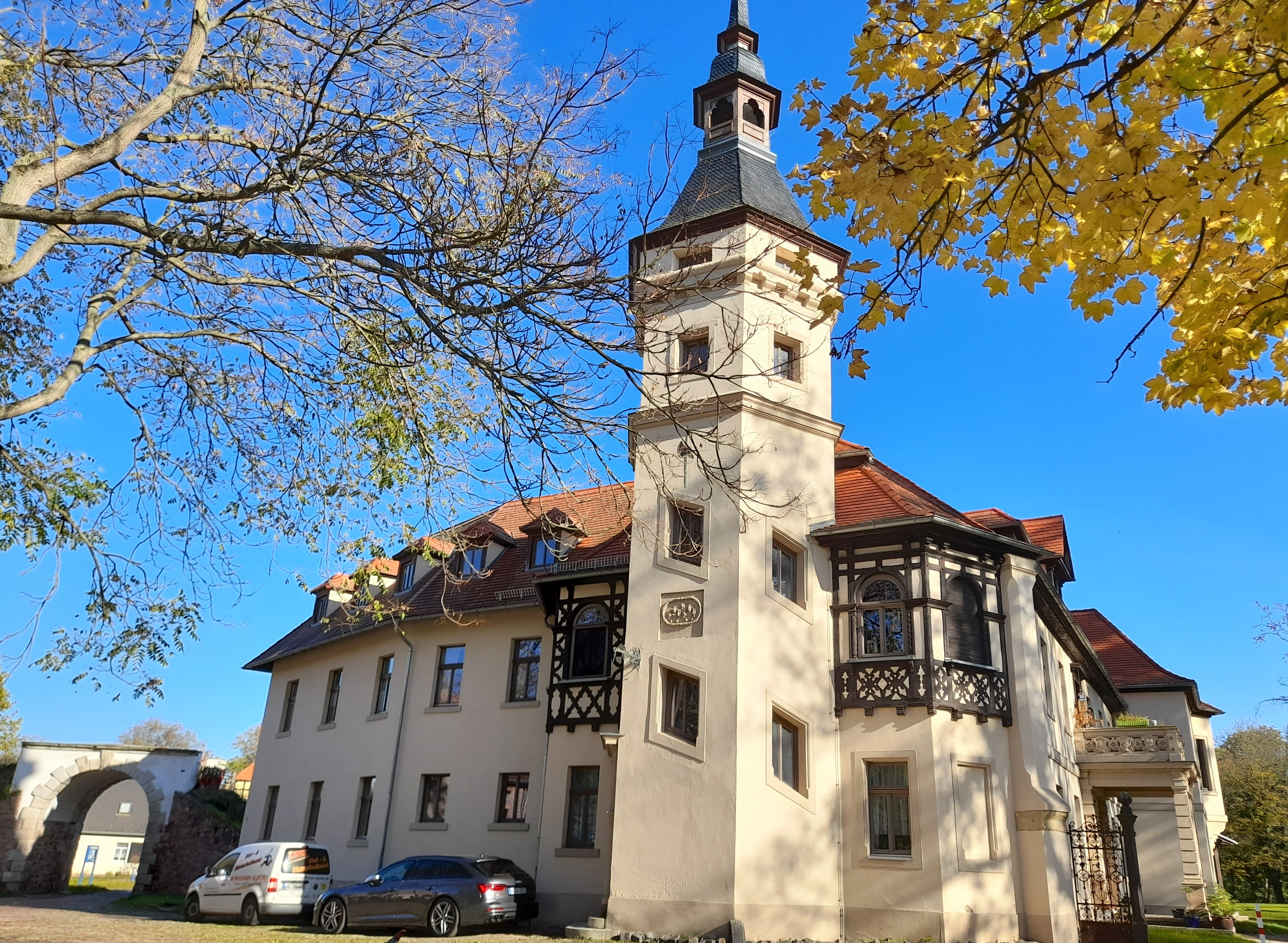
Das 1891 erbaute Gutshaus in Cösitz

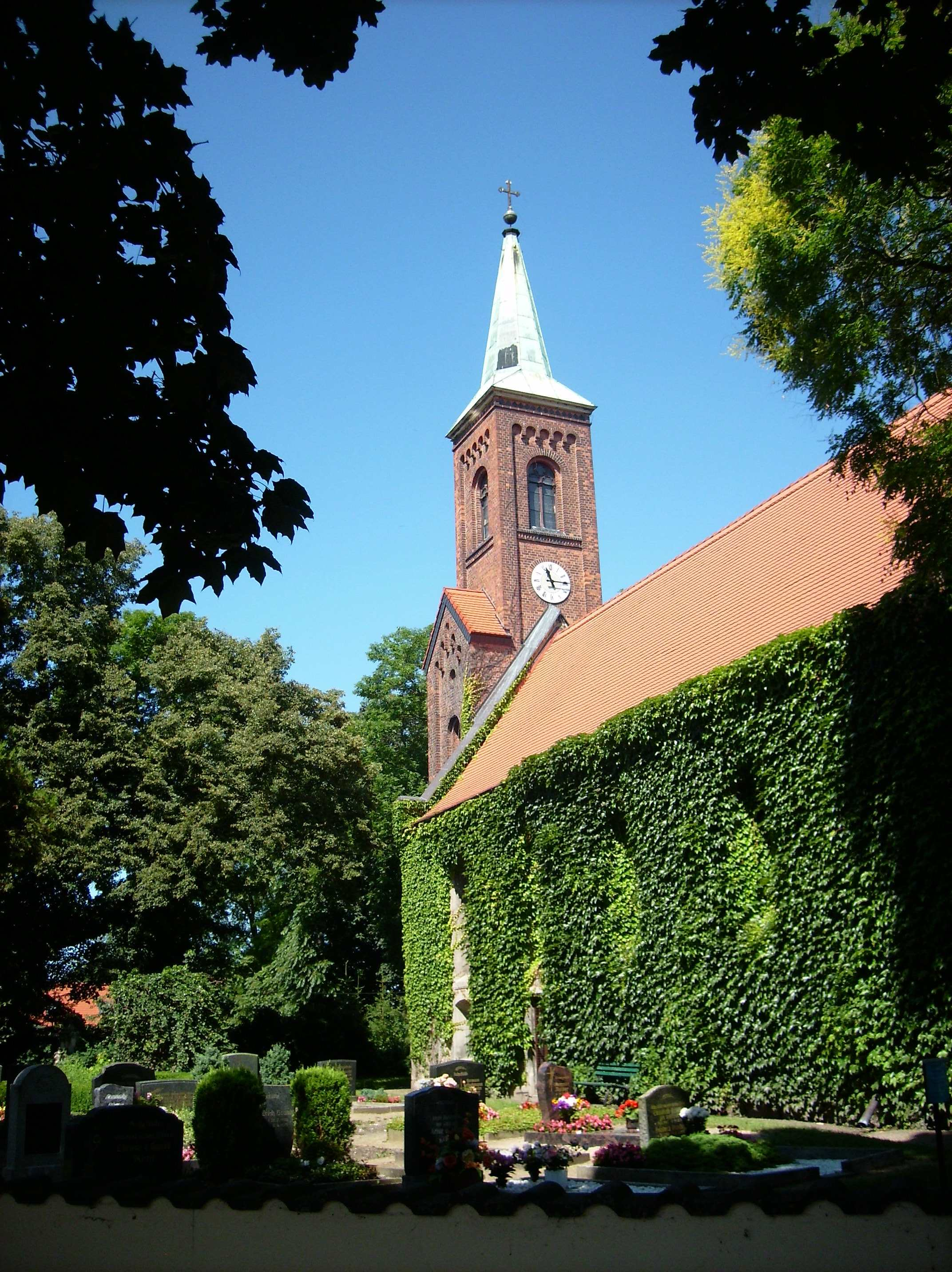
Kirche Cösitz

Die Cösitzer Kirche wurde 1522 errichtet. Die Kirchenglocke wurde um oder vor 1300 gegossen, ein Gruß an der Glocke datiert auf das Jahr 1200. 1856 erfolgte der Umbau des adligen Herrschaftsstuhls, 1882 wurde der Kirchturm durch einen neuen aus roten Ziegeln ersetzt. Ebenfalls um 1882 wurde das Innere der Kirche umgestaltet. So wurde das Portal des Kirchturms zum Haupteingang, es wurden ein neuer Taufstein und ein neuer marmorner Altar aufgestellt. 1885 folgten eine neue Empore, neues Gestühl, eine neue Kanzel sowie eine Orgel, welche von Rühlmann aus Zörbig gefertigt wurde. 1883 wurde eine neue Glocke gestiftet, die während des Ersten Weltkrieges eingeschmolzen wurde.
In der Kirche befindet sich ein mit 15 geschnitzten Heiligenfiguren ausgestatteter über 500 Jahre alter dreiflügeliger Marienaltar.
Neben der Kirche steht ein Findling, der als Denkmal für die Toten des Zweiten Weltkrieges dient.
Das heutige Schloss wurde laut Inschrift im Turmportal 1891 von Hubert Freiherr von dem Bussche-Lohe und Janette von Wuthenau errichtet. Der Vorgängerbau ist nicht erhalten und stand vermutlich am Eingang von Cösitz. 1877 wurde der Wall der Wallburg abgetragen. Damit konnten ein Ostflügel an das Haus angefügt und ein Park angelegt werden. 1937 wurde der Westflügel angebaut.
Eine Buche mit einem Stammdurchmesser von sechs Metern und einem Kronendurchmesser von 38 Metern zählt zu den dicksten Buchen Deutschlands.

## Verkehr
Cösitz ist über die Kreisstraße 2071 an die Bundesstraße 183 angebunden. Westlich des Ortes verläuft die Bahnstrecke Halle (Saale)–Köthen–Magdeburg, nordwestlich befindet sich die Bahnstation von Weißandt-Gölzau.